# Supnje
Supnje (Servisch cyrillisch Супње) is een plaats in de Servische gemeente  Raška. De plaats telt 3525 inwoners (2002).